# NHK 야마가타 방송국
NHK 야마가타 방송국(NHK 山形 放送局)은 야마가타현을 방송구역으로 하는 NHK의 지역방송국이며 중파·FM라디오·텔레비전 방송을 담당하고 있다.

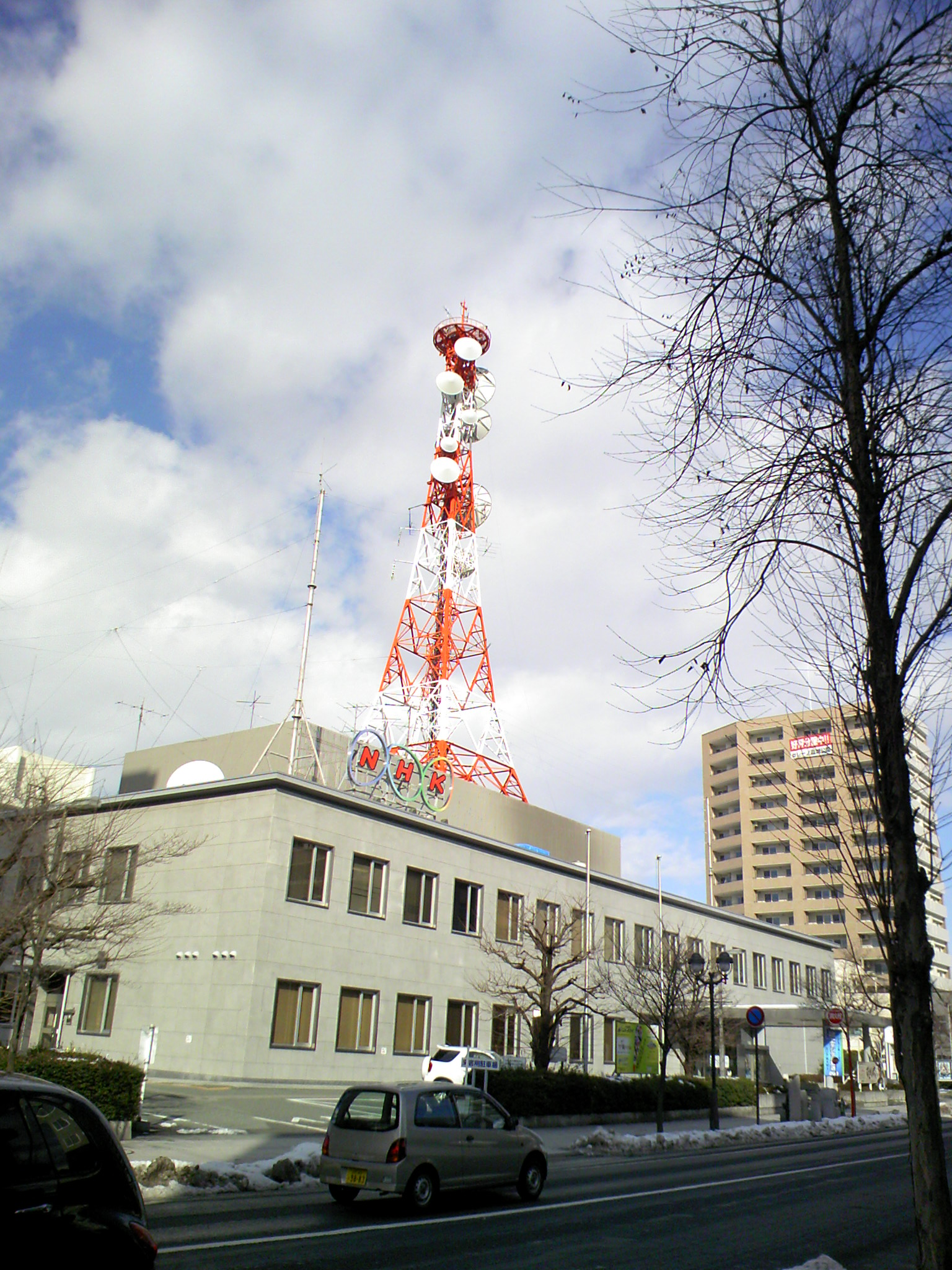
NHK 야마가타 방송국

## 연혁
- 1936년 11월 30일: 개국
- 1948년 12월 1일: 라디오 제2방송 개국
- 1959년 12월 19일: 종합 텔레비전 개국
- 1962년 11월 1일: 교육 텔레비전 개국(NHK 쓰루오카 지국도 이 날 교육 텔레비전 개국)
- 1962년 12월 24일: FM 시험 방송국 개국
- 1966년 3월 20일: 텔레비전 컬러 방송 개시
- 1969년 3월 1일: FM방송 개국
- 1971년 10월: 종합 텔레비전 컬러화 완료
- 1986년 2월 21일: TV 음성다중방송 개시
- 2005년 12월 1일: 지상파 디지털 텔레비전 방송 시작
- 2011년 7월 24일: 지상파 아날로그 텔레비전 방송 종료

## 채널·주파수
- 종합 텔레비전 야마가타본국 14ch(JOJG-DTV)
- 교육 텔레비전 야마가타본국 13ch(JOJC-DTV)
- 라디오 제1방송 야마가타본국 540KHz 5kW(콜사인 JOJG)
- 라디오 제2방송 야마가타본국 1521KHz 1kW(콜사인 JOJC)
- FM방송 야마가타본국 82.1MHz　1kW(콜사인 JOJG-FM)

## 야마가타현에 있는 다른 텔레비전·라디오 방송국
- 야마가타 방송(YBC)(TV는 니혼 TV 계열, 라디오는 JRN&NRN계열)
- 야마가타 TV(YTS)(TV 아사히 계열)
- TV-U 야마가타(TUY)(도쿄 방송 계열)
- 사쿠란보 TV(SAY)(후지 TV 계열)
- FM야마가타(JFN 계열)